# Psidium oblongifolium
Psidium oblongifolium är en myrtenväxtart som beskrevs av Otto Karl Berg. Psidium oblongifolium ingår i släktet Psidium och familjen myrtenväxter. Inga underarter finns listade i Catalogue of Life.